# Schwalbach (Saar)
Schwalbach ist eine saarländische Gemeinde im Landkreis Saarlouis.

## Geografie
Die Gemeinde Schwalbach liegt rund 15 km nordwestlich von Saarbrücken.

### Gemeindegliederung
Die Gemeinde besteht aus drei Ortsteilen:
- Elm (mit Sprengen, Derlen und Knausholz)
- Hülzweiler
- Schwalbach (mit Griesborn).

## Geschichte
Schwalbach wurde erstmals in der Mettlacher Güterrolle als Swalpach urkundlich erwähnt. 1840 beschäftigte die Schwalbacher Papierfabrik 16 männliche und 33 weibliche Arbeitskräfte, die mit 3 Bütten 15000 Ries Schreibpapier zu je 12 Pfund produzierten.
Am 12. Oktober 1982 wurde der Gemeindename offiziell von Schwalbach/Saar in Schwalbach geändert.
Seit 1991 besteht eine Partnerschaft mit der französischen Gemeinde Vern-sur-Seiche im Département Ille-et-Vilaine.

### Eingemeindungen
Am 1. Januar 1974 entstand aus den bis dahin selbständigen Gemeinden Bous/Saar, Elm/Saar, Ensdorf und Hülzweiler eine neue Großgemeinde, die den Namen des größten Ortsteils (Schwalbach) erhielt.

### Ausgliederungen
Am 1. Januar 1982 wurden Bous/Saar und Ensdorf wieder selbständig.

## Politik

### Gemeinderat
Nach den Kommunalwahlen am 9. Juni 2024 führte das Ergebnis zu folgender Verteilung der 33 Sitze im Gemeinderat:
- SPD: 12 Sitze (+3)
- CDU: 11 Sitze (-1)
- AfD: 5 Sitze (+5)
- GRÜNE: 1 Sitz (-1)
- FW/FBL Schwalbach: 2 Sitze (-1)
- UWG Schwalbach: 2 Sitze (-1)
- FDP: k. A. (-1)
- LINKE: k. A. (-3)

### Bürgermeister
| Amtszeit   | Name                        |
| ---------- | --------------------------- |
| 1956–1973  | Nikolaus Fery (CDU)         |
| 1974–1994  | Georg Fleck (CDU)           |
| 1994–2009  | Eberhard Blaß (SPD)         |
| 2009–2024  | Hans-Joachim Neumeyer (CDU) |
| ab 07/2024 | Markus Weber (parteilos)    |

In einer Stichwahl am 11. Oktober 2009 wurde Hans-Joachim Neumeyer (CDU) zum Bürgermeister von Schwalbach gewählt. Zuletzt trat er 2019 ohne Gegenkandidaten erneut zur Wahl an und wurde mit 76 % der Stimmen für weitere fünf Jahre im Amt bestätigt.
Bei der Bürgermeister-Stichwahl am 23. Juni 2024 setzte sich der parteilose und von der CDU unterstützte Markus Weber mit 57,3 % der abgegebenen Stimmen gegen den SPD-Landtagsabgeordneten David Maaß durch.

### Wappen
Blasonierung: „Gespalten von Blau und Gold, belegt mit einem von Silber und Rot gespaltenem Wellenband; vorn oben in Silber ein Eichenzweig (Blatt mit zwei Eicheln), hinten oben in Rot sich kreuzend Schlägel und Eisen, vorn unten in Silber ein Mühlrad, hinten unten in Rot ein Kreuz.“
Das Wappen wurde der Gemeinde 1974/75 durch den Minister des Inneren des Saarlandes verliehen. Es zeigt Symbole, die für die Geschichte der einzelnen Ortsteile stehen. Die Grundfarben zeigen die Zugehörigkeit zu Nassau-Saarbrücken (blau und silber) und zum Herzogtum Lothringen (gold und rot).
Die Grundstruktur des Wappens (Grundfarben, Teilung und Wellenband) geht auf das Wappen des größten Ortsteils (Schwalbach) zurück.
Der Eichenzweig wurde dem Hülzweiler Ortswappen entnommen und erinnert (wie der Ortsname) an die Entstehung als Waldrodungssiedlung.
Schlägel und Eisen erinnern an die Bergbautradition in Schwalbach und stammen aus dem Wappen des Ortsteiles Elm.
Ebenfalls aus dem Elmer Wappen stammt das Mühlrad, das auf die Mühlen verweist, die in Elm in früherer Zeit das Erwerbsleben bestimmt haben.
Das Kreuz verweist auf den Einfluss der Abteien Wadgassen und Fraulautern.
Aufgrund der vorgenannten Erklärungen ist es ein sogenanntes Redendes Wappen.

## Kultur und Sehenswürdigkeiten

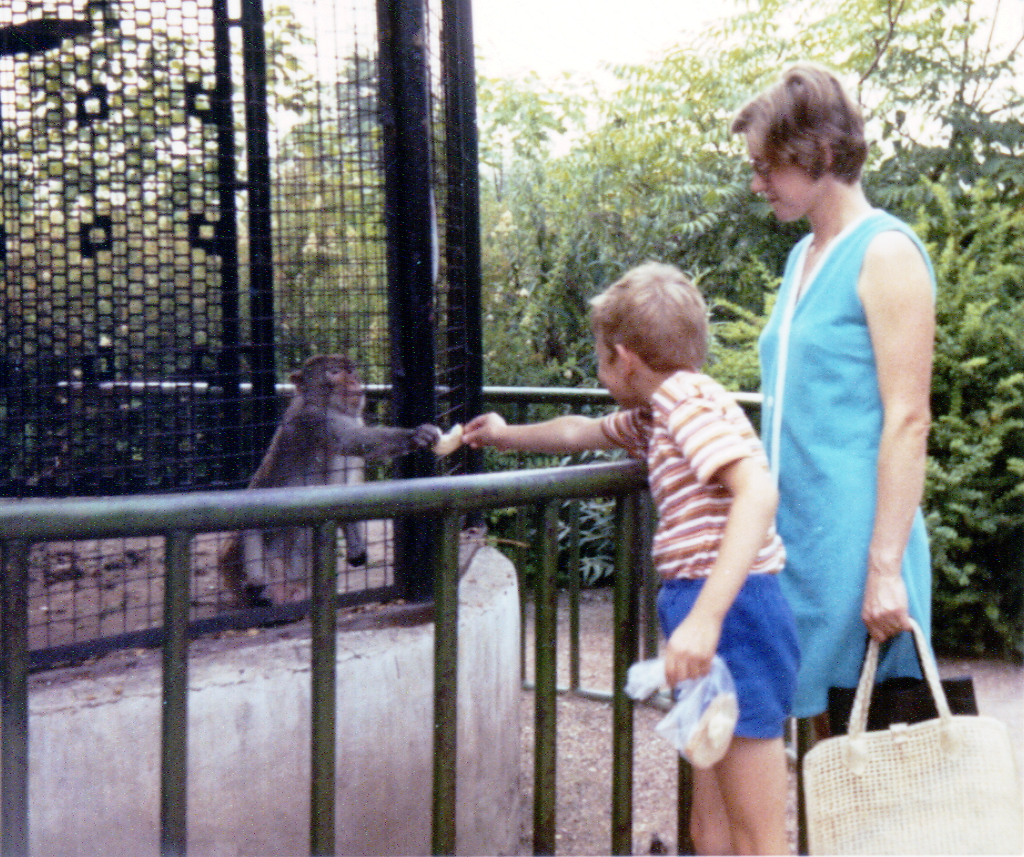
Affe „Willi“ im inzwischen aufgelösten Tierpark Schwalbach (1971)

Die Volksbühne Hülzweiler e. V. bespielt, neben regelmäßigen Saalaufführungen, die Freilichtbühne Hülzweiler, eine der größten Freilichtbühnen Südwestdeutschlands. Seit 1999 ist im denkmalgeschützten ehemaligen Kompressorenhaus das Schmiede- und Schlossermuseum Schwalbach untergebracht.
Seit etwa Anfang der 1970er Jahre befand sich in Griesborn ein Tierpark, der bis ca. 1993 bestand und in dem auch Affen und Löwen gezeigt wurden. Hieran erinnert noch der Name der Haltestelle Griesborn Tierpark der KVS-Linie 426.

### Sport
Turnen
- Der TV 1894 Schwalbach ist ein Hobbyverein und in das Vereinsleben in Schwalbach fest integriert.

Fußball
- Der FV 09 Schwalbach spielt seit der Saison 2017/18 in der Saarlandliga.

Volleyball
- Die SSG Schwarzenholz-Griesborn stellt unter anderem die beste saarländische Herrenmannschaft in der Regionalliga Südwest.
- Der TV Hülzweiler stellte unter anderem die beste saarländische Damenmannschaft in der 2. Bundesliga.

## Wirtschaft und Infrastruktur

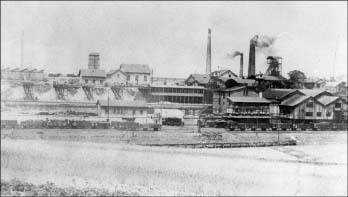
Historische Aufnahme der Grube Griesborn

### Verkehr
Schwalbach liegt in der Grenzregion Deutschland/Frankreich/Luxemburg.
Enge wirtschaftliche Kontakte zu den Nachbarländern prägen diese Region sowie die Bewegungen von Personen und Gütern.
Schwalbach ist über die Bundesautobahn 8 (Perl – Bad Reichenhall) an das überregionale Straßennetz nicht nur innerhalb Deutschlands, sondern auch nach Luxemburg und Österreich angebunden.

## Bildung

### Kindertagesstätten
- Kindertagesstätte „Tausendfüßler“ Schwalbach[10]
- Kindertagesstätte „Alberoschule“ Schwalbach
- Kindertagesstätte Griesborn
- Kindertagesstätte St. Laurentius Hülzweiler
- Kindertagesstätte Maria Himmelfahrt Elm-Sprengen
- Kindertagesstätte St. Josef Elm-Derlen

### Grundschulen
- Kirchbergschule Schwalbach[11]
- Bachtalschule Elm
- Laurentiusschule Hülzweiler

### Gemeinschaftsschule
- Johannes-Gutenberg-Schule Schwalbach[11]

## Persönlichkeiten

### Söhne und Töchter der Gemeinde
- Josef Blaß (1901–1972), Ingenieur und Hochschullehrer
- Josef Mildenberger (1905–1959), Maurer und Politiker (SPD)
- Wilhelm Gleßner (1918–1940), römisch-katholischer Kriegsdienstverweigerer und Märtyrer
- Alfred Wilhelm (1920–2015), Politiker (CDU), Innenminister des Saarlandes (1974–1980)
- Erich Gräßer (1927–2017), Professor für evangelische Theologie (Neues Testament) in Bonn und Mitglied der Tierschutzpartei
- Albert André (1930–2014), Kaplan seiner Heiligkeit, Regionaldekan der Region Saar-Hochwald im Bistum Trier
- Fred Wiedersporn (1931–2016), deutscher Kunstturner
- Werner Groß (* 1935), von 1982 bis 2000 Richter am Bundesgerichtshof
- Hartmut Mathieu (1944–2009), Journalist und Politiker (CDU)
- Kurt Werner Alt (* 1948), Zahnmediziner, Anthropologe und Hochschullehrer
- Monika Bachmann (* 1950), Politikerin (CDU)
- Ignatius Maaß OSB (* 1957), Benediktinermönch und Abt der Benediktinerabtei St. Matthias in Trier
- Andreas H. Drescher (* 1962), Autor und Medienkünstler

### Persönlichkeiten, die in der Gemeinde gewirkt haben
- Roland Gabriel (* 1947 in Saarlouis), Professor für Wirtschaftsinformatik an der Ruhr-Universität Bochum
- Manfred Oeming (* 1955 in Kröpelin, Landkreis Rostock), Professor für evangelische Theologie (Altes Testament) an der Universität Heidelberg; aufgewachsen in Schwalbach
- Stephan Kessler (* 1959 in Bad Ems), Jesuit, Regens am Priesterseminar der Philosophisch-Theologischen Hochschule Sankt Georgen in Frankfurt am Main; aufgewachsen in Schwalbach
- Heiko Maas (* 1966 in Saarlouis), Politiker (SPD),  Bundesminister der Justiz und für Verbraucherschutz, Bundesminister des Auswärtigen (2018–2021)

## Gemeindepartnerschaft
Mit der französischen Gemeinde Vern-sur-Seiche im Département Ille-et-Vilaine in der Bretagne besteht seit 1989 eine Partnerschaft.